# Свирепый (миноносец)
«Свире́пый» — русский миноносец типа «Сокол». Зимой 1902—1903 годов совершил переход с Балтики в Севастополь. Нёс боевую службу на Черноморском флоте.

## Строительство
Заложен в 1899 году как «Павли́н» на верфи завода «В:мъ Крейтонъ и Ко.» в Санкт-Петербурге. Спущен на воду 7 сентября 1901 года. В 1902 году ещё до ввода в строй сменил название на «Свирепый». Введён в эксплуатацию в сентябре 1902 года.

## Служба
Миноносец принимал активное участие в Севастопольском вооруженном восстании в ноябре 1905 года. Пытаясь атаковать корабли правительственной эскадры получил тяжелые повреждения и надолго был выведен из строя. «Свирепый» красного флага не спускал, — говорилось в обвинительном акте по делу восставших, — и продолжал стрелять до тех пор, пока не получил таких повреждений, что потерял способность двигаться, причем были разрушены все надстройки его палубы".
На борту находился один из руководителей восстания социал-демократ нелегал И. П. Вороницын.
В 1915 году корабль прошёл капитальный ремонт.
Участвовал в Первой мировой войне 1914—1918 годов. В декабре 1917 года перешёл на сторону советской власти.
В марте 1918 года сдан в порт. В мае 1918 года захвачен в Севастополе германскими войсками, в ноябре 1918 года — белогвардейцами, а в декабре 1918 года — англо-французскими интервентами. В апреле 1919 года выведен из строя англичанами, и в ноябре 1920 года оставлен белогвардейцами при эвакуации из Севастополя.
С мая 1920 года находился в порту на хранении. В том же году вошёл в состав Морских сил Чёрного моря РККФ. В июле 1921 года вновь вошёл в строй. 31 декабря 1922 года сменил название на «Лейтена́нт Шмидт» (в честь руководителя Севастопольского восстания П. П. Шмидта).
29 апреля 1927 года исключён из списков судов ВМС РККА, разоружён и сдан в ОФИ, с последующей передачей в Комгосфонды для разборки на металл.

## Инциденты
9 (22) августа 1902 года произошло столкновение миноносца «Свирепый» и шхуны «Роза».

В заливе около Кронштадта произошло столкновение судов. Миноносец «Свирепый» производил испытание своих механизмов. В это время его курс пересекала парусная шхуна «Роза». Миноносец, рассчитывая пройти у шхуны под носом, не уменьшил хода, но это ему не удалось, и он разрезал шхуну пополам, а сам проскочил через этот разрез. Люди спасены.— «Русскій голосъ», 22.08.1902 г.

## Командиры
- 14.04.1902—17.11.1903 — капитан 2-го ранга Славочинский, Марьян Иванович
- 17.11.1903—04.11.1906 — капитан 2-го ранга Ланге, Карл Христианович
- 14.11.1905—15.11.1905 — матросы Сиротенко Иван и Мартыненко. Ф. Г.(во время восстания крейсера «Очаков» в 1905 г.)
- 04.11.1906—30.04.1907 — капитан 2-го ранга Шемиот-Гидзгайло, Сергей Игнатьевич
- 10.08.1907—15.12.1908 — капитан 2-го ранга Симон, Николай Людвигович
- 15.12.1908—05.11.1909 — капитан 2-го ранга Злобин, Николай Николаевич
- 05.11.1909—08.02.1910 — капитан 2-го ранга Саблин, Михаил Павлович, врио командира (начальник 5-го резервного дивизиона миноносцев Чёрного моря)
- 08.02.1910—06.01.1914 — капитан-лейтенант (с 06.12.1911 капитан 2-го ранга) Макалинский, Алексей Александрович
- 06.01.1914—16.09.1914 — старший лейтенант Пышнов, Борис Михайлович
- 16.09.1914—19.06.1915 — лейтенант (с 22.03.1915 старший лейтенант) Дорожинский, Карл Фаддеевич
- 19.06.1915—05.09.1915 — старший лейтенант Милашевич, Сергей Константинович
- 05.09.1915—31.03.1916 — старший лейтенант Губонин, Пётр Сергеевич
- 31.03.1916—05.01.1917 — старший лейтенант (с 30.07.1916 капитан 2-го ранга) Тихменев, Алексей Николаевич
- 05.01.1917—30.10.1917 — лейтенант (с 28.07.1917 старший лейтенант) Игнатьев, Алексей Алексеевич
- 30.10.1917—29.03.1918 — старший лейтенант Кукель-Краевский, Владимир Андреевич
- хх.10.1918—хх.11.1920 — старший лейтенант Помаскин, Иннокентий Иванович
- 21.08.1921- хх.11.1921 — Знаменский, Николай Васильевич
- xx.11.1921—xx.09.1922 — Александров, Владимир Петрович
- хх.09.1922—хх.10.1923 — Безпальчев, Константин Александрович
- 1923—1925 — Большев, Василий Александрович